# Паус, Лиза
Элизабет (Лиза) Паус (нем. Elisabeth (Lisa) Paus; род. 19 сентября 1968, Райне, Северный Рейн-Вестфалия) — немецкий политический и государственный деятель. Член партии Союз 90 / Зелёные. Федеральный министр по делам семьи, женщин, пожилых граждан и молодёжи (2022—2025).

## Биография
Родилась 19 сентября 1968 года в городе Альтенрайне (позднее переименован в Райне). Дочь предпринимателя Германа Пауса и Агнесы Паус, имеет двух братьев — Франца-Йозефа и Вольфганга. После школы работала волонтёром в гамбургском детском доме, затем окончила Свободный университет Берлина.
В 1995 году вступила в партию зелёных, в 2009 году избрана в бундестаг. В 2013 году стала официальным представителем «зелёных» по вопросам налоговой политики, с 2017 по 2021 год — по вопросам финансовой политики в целом.
В 1999 году избрана в Палату депутатов Берлина.
25 апреля 2022 года после отставки Анне Шпигель получила портфель министра по делам семьи, пожилых граждан, женщин и молодёжи. Правительство ушло в отставку 6 мая 2025 года.

## Личная жизнь
В 2009 году родила сына, его отец умер в 2013 году от рака.